# Saxetania sulcata
Saxetania sulcata är en insektsart som beskrevs av Bei-bienko 1963. Saxetania sulcata ingår i släktet Saxetania och familjen Pamphagidae. Inga underarter finns listade i Catalogue of Life.